# Багатовіковий дуб (Коропський район)
Багатовікови́й дуб (інша назва — Цар-дуб) — ботанічна пам'ятка природи місцевого значення в Україні. Розташована в межах Коропського району Чернігівської області, при південно-західній околиці села Рихли. 
Площа 0,01 га. Статус присвоєно згідно з рішенням Чернігівського облвиконкому від 27.04.1964 року № 236; від 10.06.1972 року № 303; від 28.08.1989 року № 164. Перебуває у віданні ДП «Холминське лісове господарство» (Понорницьке л-во, кв. 50, вид. 14). 
Статус присвоєно для збереження одного екземпляра дуба віком понад 400 років. Діаметр стовбура — 1,8 м, висота — 24 м. 
Пам'ятка природи «Багатовіковий дуб» розташована в межах Мезинського національного природного парку.